# Anadelphia trispiculata
Anadelphia trispiculata är en gräsart som beskrevs av Otto Stapf. Anadelphia trispiculata ingår i släktet Anadelphia och familjen gräs. Inga underarter finns listade i Catalogue of Life.